# Celle (distrito)
Celle é um distrito (Kreis ou Landkreis) da Alemanha localizado no estado de Baixa Saxônia.

## Cidades e municípios
| Cidades | Samtgemeinden | Samtgemeinden |
| --- | --- | --- |
| 1. Bergen 2. Celle Municípios (livres) 1. Faßberg 2. Hambühren 3. Hermannsburg 4. Unterlüß 5. Wietze 6. Winsen área não-incorporada 1. Lohheide | - 1. Eschede 1. Eschede1 2. Habighorst 3. Höfer 4. Scharnhorst - 2. Flotwedel 1. Bröckel 2. Eicklingen 3. Langlingen 4. Wienhausen1 | - 3. Lachendorf 1. Ahnsbeck 2. Beedenbostel 3. Eldingen 4. Hohne 5. Lachendorf1 - 4. Wathlingen 1. Adelheidsdorf 2. Nienhagen 3. Wathlingen1 |
| | 1sede do Samtgemeinde | |